# Забабахин, Евгений Иванович
Евге́ний Ива́нович Забаба́хин (3 (16) января 1917, Москва — 27 декабря 1984, Снежинск) — советский физик-ядерщик, один из создателей ядерного оружия в СССР, академик АН СССР, генерал-лейтенант-инженер, Герой Социалистического Труда (1954), лауреат Ленинской и Сталинских премий.

## Биография
Родился в Москве. После окончания машиностроительного техникума работал технологом на заводе «Шарикоподшипник». В 1938 году был принят на физический факультет МГУ. 
С началом Великой Отечественной войны был призван в Красную армию и направлен на учёбу в Военно-воздушную академию им. Н. Е. Жуковского. В 1944 году после окончания академии продолжил учёбу в адъюнктуре. Темой диссертации, которую он защитил в 1947 году, было исследование процессов в сходящейся ударной волне.
Поскольку в это время проводились работы по созданию в СССР атомной бомбы, был направлен в Институт химической физики, а с весны 1948 года — в КБ-11 (ныне ВНИИЭФ в Сарове). За участие в разработке первой советской атомной бомбы и успешное испытание был удостоен звания лауреата Сталинской премии II степени и ордена Ленина. В 1951 году за разработку и испытание бомбы улучшенной конструкции был удостоен звания лауреата Сталинской премии I степени и ордена Трудового Красного Знамени. В 1953 году за улучшение физической схемы ядерных зарядов был удостоен звания Героя Социалистического Труда и лауреата Сталинской премии I степени. В том же году защитил докторскую диссертацию.
В 1955 году был направлен на Урал, в город Челябинск-70 (ныне — Снежинск), в создаваемый НИИ-1011 (ныне — ВНИИТФ) заместителем научного руководителя и начальником теоретического отделения. Разработки НИИ привели к принятию на вооружение Советской Армии первого термоядерного заряда. В 1958 году был удостоен звания лауреата Ленинской премии и избран членом-корреспондентом АН СССР. В 1960 году стал руководителем НИИ и пробыл в этой должности до своей смерти. В 1968 году избран действительным членом АН СССР.

## Семья
Жена: Забабахина Вера Михайловна (р. 1923—?)
Дети: Сыновья Игорь (1949—?), Николай (1952—?), дочь Александра (р. 1951). 
Внуки: журналистка, телеведущая Татьяна Петрова (Забабахина); врач-терапевт Евгения Забабахина.

## Высказывания

Могила Е. И. Забабахина. Памятник работы А. С. Гилева

Лучший способ уйти от решения — это спросить начальство, можно ли так поступить. В 90 случаях из 100 вы получите отрицательный ответ. Поэтому, если вы действительно хотите решить, принимайте решение сами и докладывайте начальству, что вы приняли решение. Сомневаюсь, чтобы оно было отменено начальством (по воспоминаниям академика Б. В. Литвинова).

## Труды
- Забабахин Е. И. Кумуляция энергии и её границы.
- Забабахин Е. И. Кумуляция и неустойчивость: Сб. научных статей.
- Некоторые вопросы газодинамики взрыва. — Снежинск: РФЯЦ-ВНИИТФ, 1997. — ISBN 5-85165-327-2
- Забабахин Е. И., Забабахин И. Е. Явления неограниченной кумуляции. — М.: Наука, 1988. — ISBN 5-02-000066-3

## Награды и звания
- Ленинская премия (1958)
- Сталинская премия первой степени (06.12.1951) — за разработку конструкции изделий РДС с уменьшенным весом и разработку конструкции с составным зарядом
- Сталинская премия первой степени (31.12.1953) — за создание теоретических основ изделий РДС-6с, РДС-4 и РДС-5
- Сталинская премия второй степени (29.10.1949) — за участие в разработке теории атомной бомбы
- Герой Социалистического Труда (04.01.1954)
- пять орденов Ленина (29.10.1949, 04.01.1954, 1966, 1975, 1981)
- Орден Октябрьской Революции
- два ордена Трудового Красного Знамени
- Медаль «За боевые заслуги» (1953)
- Медаль «За Победу над Германией» (1945)
- медаль «В память 800-летия Москвы» (1948)
- медаль «За воинскую доблесть. В ознаменование 100-летия В.И. Ленина» (1970)
- медаль «Ветеран Вооружённых Сил» (1984)
- медали «За безупречную службу» I и II степеней (1962, 1959)
- Золотая медаль имени М. В. Келдыша
- Почётный гражданин Снежинска

## Память
- Имя присвоено РФЯЦ-ВНИИТФ в Снежинске.
- Именем названа улица в Снежинске.
- На городском кладбище Снежинска установлен памятник.
- 16 января 2017 года Почтой России выпущены почтовая марка и конверт.